# Круги устойчивости
Круги устойчивости — метод понимания и оценки устойчивости и управления проектов, направленных на социально устойчивые результаты. Они предназначены для обработки, «казалось бы, неразрешимых проблем», таких, как описано в дебатах устойчивого развития. Метод используется в основном для городов и поселков городского типа.
Круги устойчивости и их применение в социальных областях экологии, экономики, политики и культуры обеспечивает эмпирическое измерение подхода под названием «занятие теорией». Разработка кругов устойчивости является частью более крупного проекта под названием «Круги общественной жизни», использующего ту же модель с четырьмя доменами для анализа вопросов восстановительной способности, адаптации, безопасности, примирения. Они также используются в отношении такой тематики как «Круги благополучия детей» (с World Vision).
Обоснование для этого нового метода ясно. Как свидетельствуют Рио + 20 и Окружающая среда Всемирный форум городов ООН в Неаполе (2012) и Медельин (2014), оценка устойчивости находится на глобальной повестке дня. Тем не менее, чем более сложна проблема, тем меньше поток потребления инструментов оценки устойчивости кажется для оценки разных областях: экономике, экологии, политики и культуры. Например, подход тройной нижней линии стремится занять экономику в качестве основной точки фокуса с областью окружающей среды в качестве ключевой экстерналии. Во-вторых, одномерное количественную основ многих таких методов означает, что они имеют ограниченную востребованность для сложных вопросов качества. В-третьих, размер, масштаб и огромное количество показателей, включенных во многие такие методы, означает, что они часто громоздки и противостоят эффективному осуществлению. В-четвертых, ограничение направлением текущего набора индикаторов означает, что они не работают в различных организационных и социальных условиях — корпораций и других учреждений, городов и общин. Большинство индикаторных подходов, например Глобальная инициатива по отчетности или ISO14031, были ограничены крупными корпоративными организациями, с легко определяемыми правовыми и экономическими границами. Круги устойчивости была разработаны, чтобы ответить на эти ограничения.

## Происхождение
Метод начинался с фундаментальной неудовлетворенности современными подходами к устойчивости и устойчивому развитию, которые, как правило, чтобы определять экономику в качестве основного домена и экологию как внешний эффект. Толчок дали два одновременных события: крупный проект в Порту-Алегри, и бумажные ООН ", называемые Учётом устойчивости, Справочный документ, № 1, 2008. Исследователи разработали метод и комплексный набор инструментов для оценки и мониторинга вопросов устойчивости, обеспечивая руководство для разработки проекта. Затем метод был доработан в рамках проектов в Мельбурне и Милуоки, и через кросс-дисциплинарный проект ARC-финансирование, который находился в партнерстве с различными организациями, включая Microsoft Австралии, Fuji Xerox Австралии, Мельбурна, World Vision, ООН-окружающая среда и, что чрезвычайно важно, Metropolis.

## Использование метода
Метод используется в серии глобальных организаций, включая Программу Организации Объединённых Наций по Глобальному договору городов, Всемирную ассоциацию крупных метрополий и World Vision, чтобы поддержать их участие в крупных городах. Он также используется в ряде городов по всему миру для различных способов управления крупными проектами или для обеспечения обратной связи по их профилям устойчивости (например, Хайдарабад, Йоханнесбург, Мельбурн, Нью-Дели, Сан-Паулу и Тегеран). Это метод для понимания градостроительной политики и градостроительства, а также для проведения анализа устойчивости и профилирования устойчивого развития.

## Программа глобального договора городов
Методология становится доступной Программе Глобального Договора Городов ООН для взаимодействия с более чем 80 подписавшихся городов. В частности, некоторые из 14 инновационных городов в рамках Программы повлияли на развитие метода кругов устойчивости на основе их рационального использования для основных проектов в своих городах, некоторые с интенсивностью, а другие в качестве основы для чего-то другого. Они используют межотраслевой и целостный подход к разработке ответов на самоопределяемые, казалось бы, неразрешимые проблемы.

## Порту-Алегри, проект Vila Chocolatão
Проект Vila Chocolatão относится к недавнему 2011 году: переселение приблизительно 1,000 жителей бедного района трущоб Vila Chocolatão в Порту-Алегри, Бразилия. Проект переселения Vila Chocolatão начался в 2000 году в ответ на неизбежное выселение общины с членами сообщества, ищущими ресурсы и поддержку для переселения через город Порту-Алегри с участием системы финансирования. Долгая подготовка для переселения была возглавлена местной поперечной секторной сетевой группой, Сетью Устойчивости Vila Chocolatão, группа была первоначально спровоцирована Региональным Судом, TRF4 и состояла из Ассоциации Жителей Vila Chocolatão, отделов местных органов власти, федеральных агентств, неправительственных организаций и корпоративного сектора. Проект был поддержан городом Порту-Алегри через Местную Схему Управления Солидарности муниципалитета. В 2006 году проект переселения Vila Chocolatao был признан в качестве пилотного проекта для тогдашней новой Городской Программы межсекторальной модели со зданием муниципалитета, собирающих Критическую Контрольную группу, чтобы определить критические вопросы и совместные решения всех проблем, участвующих в переселении.
Этот давний совместный проект принёс успех в переселении целого сообщества обитателей трущоб, это также произвело к реструктуризации того, как город приближается к трущобам. Проект обеспечил устойчивость, были внесены изменения, такие как создание депо переработки рядом с существующими трущобами, и разработка официальной утилизации и сортировки объектов в новом месте, Residencial Nova Chocolatão, связанный с процессом сборки мусора города (примером объединения подобластей «эмиссии и отходов» и «организация и управление»); и создание полностью снабженного ресурсами центра в новом сообществе. Группа Сети Устойчивости Vila Chocolatão продолжает встречаться и работать с почтой сообщества переселения. Эта ведомая сетью модель теперь используется городом Порту-Алегри с другими неофициальными поселениями.

## Милуоки, водный проект устойчивости
В 2009 году город Милуоки в Висконсине, Соединенных Штатах Америки, хотел решить вопрос качества воды в городе. Методы кругов устойчивости стали основанием для интегрированного городского проекта. В период применения метода (с 2009 года — настоящее время) было повторное открытие ценности воды для промышленности и более широкой перспективы сообщества.
В 2011 году Милуоки выиграл Водный Приз Соединенных Штатов, награда, присуждаемая Чистой Америке водного альянса, а также приз от программы IBM Лучшие Города стоимостью 5 миллионов долларов. Сообщество также привлекло некоторых ведущих новаторов обработки воды и основывает аспирантуру Пресноводных Наук в университете Висконсина-Милуоки.

## Метрополис (Мировая ассоциация главных метрополий)
Методология была впервые использована метрополией для Комиссии 2, 2012, управления городского роста. Эту Комиссию, которая существовала в период 2009—2011 годов, попросили сделать рекомендации для использования 120 городов Метрополии для управления ростом. Отчет комиссии по использованию метода кругов устойчивости был издан в сети на трех языках — английском, французском и испанском, и используется городами в качестве руководства к практике.
В 2011, исследовательская группа была приглашена Метрополисом, чтобы работать с викторианским правительством и Городской Программой по одной из их основных инициатив. Центральное место в подходе занимал следующий метод — «Интегрированное стратегическое планирование и государственно-частные партнерские инициативы», организованный Метрополисом в 2012—2013 годах для индийских, бразильских и иранских городов. Семинар был проведен в Нью-Дели, 26-27 июля 2012 года, и старшие планировщики из Нью-Дели, Хайдарабада и Калькутты использовали два инструмента оценки из кругов устойчивости, чтобы отобразить на карте устойчивость их городов как часть развития их городских региональных планов. Другим городом, использовавшим те же самые инструменты, был Тегеран (относительно плана мегапроектов) и Сан-Паулу (относительно макростоличного плана).
С 2012 Городская Программа и Метрополис работали вместе, чтобы усовершенствовать метод «Круги Устойчивости», для того чтобы использовать их в соответствующих сотрудничающих городах. Рабочая группа Метрополиса была причастна к дальнейшему развитию метода.

## Экономика
В 2011 Экономист пригласил Пола Джеймса (директор ООН Глобальной Компактной Городской Программы) и Четан Ведя (директора Национального Института Городских Дел Индии) в дебаты по вопросу о городской устойчивости и столичному росту. Это привело к более чем 200 прямым письмам в редакцию, а также многочисленным ссылкам на цитаты на других веб-сайтах.
World Vision.
В 2011 году, признавая, насколько эти два процесса урбанизации и глобализации изменили состояние бедности, World Vision решила изменить свою ориентацию на городские условия. Ранее 80 процентов своих проектов они проводили в небольших сельских поселениях. Методы кругов устойчивости теперь поддерживает работу переориентации и экспериментальные исследования ведутся в Индии, Южной Африке, Ливане, Индонезии и в других странах, для уточнения методологии оказания помощи в сложных городских условиях.

## Домены и поддомены
Подход кругов устойчивости явно является критическим других моделей предметной области, таких как тройная нижняя линия, что относится к экономике, как если бы она находилась вне социального, или что относиться к окружающей среде, как экстерналии. Он использует модель с четырьмя доменами — экономикой, экологией, политикой и культурой. В каждой из этих областей есть 7 поддоменов.
Экономика.
Экономическая сфера определяется на основе методов и значений, связанных с производством, использованием и управлением ресурсами, где понятие «ресурсы» используется в самом широком смысле этого слова.
1. Производство и обеспечение ресурсами
2. Обмен и передача
3. Бухгалтерский учёт и регулирование
4. Потребление и использование
5. Труд и благосостояние
6. Технология и инфраструктура
7. Богатство и распределение

## Экология
Экологический домен определяется на основе методов и значений, которые происходят через перекресток между социальными и естественными сферами, сосредотачивая внимание на важных аспектах взаимодействия человека не только с природой, но и, в том числе, с выстроенной окружающей средой.
1. Материалы и энергия
2. Вода и воздух
3. Флора и фауна
4. Среда обитания и населенные пункты
5. Здания и транспорт
6. Воплощение и поддержка
7. Эмиссия и отходы

## Политика
Политическая сфера определяется на основе методов и значений, связанных с основными вопросами социальной власти, таких как организация, авторизация, легитимация и регулирование. Параметры этой области выходят за рамки обычного смысла политики, включают в себя не только вопросы государственного и частного управления, но в более широком смысле общественные отношения в целом.
1. Организация и управление
2. Закон и справедливость
3. Связь и критика
4. Представительство и переговоры
5. Безопасность и согласие
6. Диалог и примирение
7. Этика и подотчетность
Культура.
Культурная сфера определяется на основе методов, дискуссий и материальных выражений, которые со временем выражают прерывность и непрерывность социальных значений.
1. Идентичность и участие
2. Творчество и отдых
3. Память и проектирование
4. Вера и идеи
5. Гендер и поколения
6. Запрос и обучение
7. Самочувствие и здоровье

## Критика
Метод кругов устойчивости был главным образом опытно испытан в городах, муниципальных и международных организациях, а также, помимо того, что используется для разработки процесса существенности для Fuji Xerox, кажется, не будет использоваться в каких-либо корпорациях. В то время как метод включает в себя относительно простой процесс самооценки, ранние версии метода кругов устойчивости были подвергнуты критике как требующие значительных затрат времени и опыта.